# Деление многочленов
Деление многочленов — операция деления с остатком в евклидовом кольце многочленов от одной переменной над некоторым полем. Наивный алгоритм, реализующий эту операцию, представляет собой обобщенную форму деления чисел столбиком, легко реализуемую вручную.
Для любых многочленов {\displaystyle f(x)} и {\displaystyle g(x)}, {\displaystyle g(x)\neq 0}, существуют единственные многочлены {\displaystyle q(x)} и {\displaystyle r(x)}, такие что
{\displaystyle {\frac {f(x)}{g(x)}}=q(x)+{\frac {r(x)}{g(x)}}},
причем {\displaystyle r(x)} имеет более низкую степень, чем {\displaystyle g(x)}.
Целью алгоритмов деления многочленов является нахождение частного {\displaystyle q(x)} и остатка {\displaystyle r(x)} для заданных делимого {\displaystyle f(x)} и ненулевого делителя {\displaystyle g(x)}.

## Постановка задачи
Задача о делении многочленов с остатком может быть сформулирована в следующих эквивалентных постановках.

### Частное и остаток
Многочлены {\displaystyle S(x)=s_{0}+s_{1}x+\dots +s_{m}x^{m}} степени {\displaystyle m} и {\displaystyle T(x)=t_{0}+t_{1}x+\dots +t_{n}x^{n}} степени {\displaystyle n}, заданы своими коэффициентами. Необходимо найти частное {\displaystyle Q(x)=q_{0}+q_{1}x+\dots +q_{m-n}x^{m-n}} и остаток {\displaystyle R(x)=r_{0}+r_{1}x+\dots +r_{n-1}x^{n-1}}, такие что
| {\displaystyle S(x)=T(x)Q(x)+R(x).} | (1) |

Определённые таким образом многочлены {\displaystyle Q(x)} и {\displaystyle R(x)} единственны — если допустить, что у уравнения (1) существует два решения {\displaystyle Q_{1}(x),R_{1}(x)} и {\displaystyle Q_{2}(x),R_{2}(x)}, то
| {\displaystyle T(x)\left(Q_{1}(x)-Q_{2}(x)\right)=R_{1}(x)-R_{2}(x),} |

из чего следует, что либо {\displaystyle Q_{1}(x)=Q_{2}(x)}, что также влечёт {\displaystyle R_{1}(x)=R_{2}(x)}, либо степень {\displaystyle R_{1}(x)-R_{2}(x)} не меньше степени {\displaystyle T(x)}, что невозможно по определению {\displaystyle R(x)}.

### Матричная постановка
Данную задачу можно переписать в матричном виде, если считать, что даны {\displaystyle s_{0},s_{1},\dots ,s_{m}} и {\displaystyle t_{0},t_{1},\dots ,t_{n}}, а посчитать нужно {\displaystyle q_{0},q_{1},\dots ,q_{m-n}} и {\displaystyle r_{0},r_{1},\dots ,r_{n-1}} такие что
| {\displaystyle {\begin{bmatrix}s_{m}\\\vdots \\s_{n+1}\\s_{n}\\s_{n-1}\\\vdots \\s_{0}\end{bmatrix}}={\begin{bmatrix}t_{n}&\dots &0&0\\\vdots &\ddots &\vdots &\vdots \\\dots &\dots &t_{n}&0\\\dots &\dots &t_{n-1}&t_{n}\\\dots &\dots &t_{n-2}&t_{n-1}\\\vdots &\ddots &\vdots &\vdots \\0&\dots &0&t_{0}\end{bmatrix}}{\begin{bmatrix}q_{m-n}\\\vdots \\q_{1}\\q_{0}\end{bmatrix}}+{\begin{bmatrix}0\\\vdots \\0\\0\\r_{n-1}\\\vdots \\r_{0}\end{bmatrix}}_{\textstyle .}} | (2) |

### Обратная тёплицева матрица
В силу того, что {\displaystyle R(x)=S(x)-T(x)Q(x)}, для решения задачи достаточно найти {\displaystyle q_{m-n},\dots ,q_{0}} по первым {\displaystyle m-n+1} уравнениям системы. Если рассматривать только эти уравнения, задача принимает вид
| {\displaystyle {\begin{bmatrix}s_{m}\\\vdots \\s_{n+1}\\s_{n}\end{bmatrix}}={\begin{bmatrix}t_{n}&\dots &0&0\\\vdots &\ddots &\vdots &\vdots \\\dots &\dots &t_{n}&0\\\dots &\dots &t_{n-1}&t_{n}\end{bmatrix}}{\begin{bmatrix}q_{m-n}\\\vdots \\q_{1}\\q_{0}\end{bmatrix}}_{\textstyle .}} | (3) |

Матрица данной системы уравнений является нижнетреугольной и тёплицевой, составленной из старших коэффициентов {\displaystyle T(x)} и нулей, а решение системы эквивалентно нахождению обратной к ней.

### Обратный многочлен по модулю
Пусть {\displaystyle S^{R}(x)=x^{m}S(x^{-1})=s_{m}+s_{m-1}x+\dots +s_{0}x^{m}} и {\displaystyle T^{R}(x)=x^{n}T(x^{-1})=t_{n}+t_{n-1}x+\dots +t_{0}x^{n}} — многочлены, полученные из {\displaystyle S(x)} и {\displaystyle T(x)} разворотом последовательности коэффициентов. Систему уравнений (3) можно сформулировать как
{\displaystyle S^{R}(x)\equiv T^{R}(x)Q^{R}(x){\pmod {x^{k}}},}
где {\displaystyle k=m-n+1}, а {\displaystyle {\bmod {x}}^{m-n}} означает, что остатки от деления многочленов {\displaystyle S^{R}(x)} и {\displaystyle T^{R}(x)Q^{R}(x)} на {\displaystyle x^{k}} равны. Деление многочлена {\displaystyle P(x)} на {\displaystyle x^{k}} может быть представлено как {\displaystyle P(x)=x^{k}Q(x)+R(x)}, поэтому остаток {\displaystyle R(x)} равен многочлену, полученному из первых {\displaystyle k} коэффициентов {\displaystyle P(x)}, то есть,
{\displaystyle R(x)=p_{0}+p_{1}x+\dots +p_{k-1}x^{k-1}.}
Если многочлены {\displaystyle S^{R}(x)} и {\displaystyle T^{R}(x)} известны, то {\displaystyle Q^{R}(x)\equiv S^{R}(x)T^{R}(x)^{-1}{\pmod {x^{k}}}}, где {\displaystyle T^{R}(x)^{-1}} — обратный к {\displaystyle T^{R}(x)} многочлен в кольце остатков по модулю {\displaystyle x^{k}}. Таким образом, поиск {\displaystyle Q(x)} может быть сведён к нахождению {\displaystyle V(x)=v_{0}+v_{1}x+\dots +v_{k}x^{k}}, такого что
| {\displaystyle V^{R}(x)\equiv T^{R}(x)^{-1}{\pmod {x^{k}}}.} | (4) |

Данная постановка позволяет также находить обратную матрицу в системе (3):

Пусть {\displaystyle T} — матрица размера {\displaystyle k} из (3). Тогда {\displaystyle T^{-1}} — нижнетреугольная тёплицева матрица, первый столбец которой равен {\displaystyle {\begin{bmatrix}v_{k-1}&v_{k-2}&\dots &v_{0}\end{bmatrix}}^{T}}, где {\displaystyle v_{0},\dots ,v_{k-1}} — коэффициенты {\displaystyle V(x)} из (4).

Система (3) эквивалентна уравнению {\displaystyle S^{R}(x)\equiv T^{R}(x)Q^{R}(x){\pmod {x^{k}}}}. Соответственно, система
{\displaystyle {\begin{bmatrix}v_{m-n}&\dots &0&0\\\vdots &\ddots &\vdots &\vdots \\v_{1}&\dots &v_{m-n}&0\\v_{0}&\dots &v_{m-n-1}&v_{m-n}\end{bmatrix}}{\begin{bmatrix}s_{m}\\\vdots \\s_{n+1}\\s_{n}\end{bmatrix}}={\begin{bmatrix}q_{m-n}\\\vdots \\q_{1}\\q_{0}\end{bmatrix}}}
может быть представлена в виде {\displaystyle V^{R}(x)S^{R}(x)\equiv Q^{R}(x){\pmod {x^{k}}}}, что в случае (4) эквивалентно системе (3).■
В силу произвольности многочлена {\displaystyle T(x)}, определяющего элементы {\displaystyle T}, данный факт позволяет находить обратную к произвольной тёплицевой нижнетреугольной матрице.

### Формальные степенные ряды
Уравнение {\displaystyle S^{R}(x)=T^{R}(x)Q^{R}(x)} можно рассматривать не только по модулю {\displaystyle x^{m-n}}, но и как равенство в кольце формальных степенных рядов. Пусть {\displaystyle s(x)} и {\displaystyle t(x)} — формальные степенные ряды, совпадающие с многочленами {\displaystyle S^{R}(x)} и {\displaystyle T^{R}(x)}. Если в таких терминах найти формальный ряд
| {\displaystyle q(x)={\frac {s(x)}{t(x)}},} | (5) |

то его коэффициенты при младших {\displaystyle m-n+1} степенях будут соответствовать искомому многочлену {\displaystyle Q^{R}(x)}. Такой подход также позволяет рассмотреть задачу (2) как систему с бесконечно продлённой тёплицевой матрицей и бесконечно продлённым столбцом {\displaystyle q}, в которой исключён столбец остатков {\displaystyle r}. Решение первых {\displaystyle h} строк такой системы даст первые {\displaystyle h} коэффициентов ряда {\displaystyle q(x)}, а именно {\displaystyle q_{m-n},q_{m-n-1},\dots ,q_{m-n-h+1}}. В то же время, работа со степенными рядами в целом, при которой интерес представляют только первые {\displaystyle h} коэффициентов ряда (например, из-за ограниченности доступной памяти), эквивалентна работе с многочленами, операции над которыми производятся в кольце остатков по модулю {\displaystyle x^{h}}. В частности, поиск первых {\displaystyle h} коэффициентов {\displaystyle q(x)} эквивалентен решению уравнения {\displaystyle s(x)\equiv t(x)q(x){\pmod {x^{h}}}}.

## Методы решения

### Деление столбиком
В ходе алгоритма, коэффициенты при старших степенях {\displaystyle S(x)} последовательно зануляются за счёт вычитания из него {\displaystyle T(x)}, умноженного на некоторую степень {\displaystyle x} с коэффициентами, которые затем образуют частное {\displaystyle Q(x)}. Изначально, коэффициент {\displaystyle q_{m-n}} определяется равным {\textstyle {\frac {s_{m}}{t_{n}}}}. Если разложить {\displaystyle Q(x)=q_{m-n}x^{m-n}+Q'(x)}, то
{\displaystyle S(x)=T(x)(q_{m-n}x^{m-n}+Q'(x))+R(x).}
С помощью замены {\displaystyle S'(x)=S(x)-q_{m-n}x^{m-n}T(x)}, данное уравнение приобретает вид
{\displaystyle S'(x)=T(x)Q'(x)+R(x),}
аналогичный уравнению (1). При этом {\displaystyle m}-й коэффициент {\displaystyle S'(x)}, по определению {\displaystyle q_{m-n}}, равен {\displaystyle 0}, поэтому степень {\displaystyle S'(x)} будет меньше, чем степень {\displaystyle S(x)}. Процедура повторяется, пока степень {\displaystyle S'(x)} не станет меньше степени {\displaystyle T(x)}, что будет означать, что очередной {\displaystyle S'(x)} равен {\displaystyle R(x)} и для него {\displaystyle Q'(x)=0}.

#### Пример
Пусть {\displaystyle S(x)=x^{3}-12x^{2}-42} и {\displaystyle T(x)=x-3}. Для данных многочленов, деление столбиком {\displaystyle S(x)} на {\displaystyle T(x)} может быть записано как
{\displaystyle {\begin{array}{rr}-{\begin{array}{llll}x^{3}&-12x^{2}&{\color {gray}+0x}&-42\\x^{3}&-3x^{2}&&\\\hline \end{array}}&{\begin{array}{|l}x-3\\\hline x^{2}-9x-27\end{array}}\\-{\begin{array}{lll}-9x^{2}&&-42\\-9x^{2}&+27x&\\\hline \end{array}}&\\-{\begin{array}{ll}-27x&-42\\-27x&+81\\\hline \end{array}}&\\-123\end{array}}}
Таким образом,
{\displaystyle {\frac {x^{3}-12x^{2}-42}{x-3}}=x^{2}-9x-27-{\frac {123}{x-3}},}
то есть, многочлен {\displaystyle Q(x)=x^{2}-9x-27} — частное деления, а {\displaystyle R(x)=-123} — остаток.

### Алгоритм Зивекинга — Кона
В 1972 году Мальте Зивекинг предложил алгоритм для поиска решения {\displaystyle B(x)} уравнения {\displaystyle A(x)\cdot B(x)=C(x){\pmod {x^{n+1}}}} при заданных {\displaystyle A(x)} и {\displaystyle C(x)}. В 1974 году Кон Сянчжун показал, что при {\displaystyle C(x)=1} алгоритм представляет собой итерацию метода Ньютона для {\displaystyle f(V)=V^{-1}-A}. При таком подходе, итерация принимает вид
{\textstyle V_{k+1}=V_{k}-{\frac {f(V_{k})}{f'(V_{k})}}=2V_{k}-AV_{k}^{2},}
Где {\displaystyle f'(V_{k})=-V_{k}^{-2}} обозначает производную функции {\displaystyle f(V)} в точке {\displaystyle V_{k}}. Для оценки точности алгоритма, можно оценить разность
{\textstyle V_{k+1}-B=A(2V_{k}A^{-1}-V_{k}^{2}-A^{-2})=-A(V_{k}-B)^{2},}
из чего следует, что если {\displaystyle V_{k}-B} делится на {\displaystyle x^{t}} (что равносильно тому, что первые {\displaystyle t} коэффициентов {\displaystyle V_{k}} определены корректно), то {\displaystyle V_{k+1}-B} будет делиться уже на {\displaystyle x^{2t}}. Таким образом, при начальном условии {\displaystyle V_{0}=b_{0}=a_{0}^{-1}}, каждая итерация удваивает число точно определённых коэффициентов {\displaystyle B(x)}. Поэтому для вычисления {\displaystyle A(x)^{-1}{\pmod {x^{n+1}}}} достаточно {\displaystyle O(\log n)} итераций. Применение быстрого преобразования Фурье к умножению многочленов в формуле выше позволяет прийти к итоговому времени работы {\displaystyle O(n\log n)}, что существенно улучшает оценку для обычного длинного умножения.

#### Пример
Пусть {\displaystyle S(x)=x^{3}-12x^{2}-42} и {\displaystyle T(x)=x-3}. В силу (4), необходимо найти {\displaystyle Q^{R}(x)=(-42x^{3}-12x+1)(-3x+1)^{-1}{\pmod {x^{3}}}}. Обратный многочлен {\displaystyle V(x)=(-3x+1)^{-1}{\pmod {x^{3}}}} ищется следующим образом:
1. Начальное приближение определяется как {\textstyle V_{0}={\frac {1}{T^{R}(0)}}=1};
2. Первое приближение определяется как {\displaystyle V_{1}=V_{0}(2-(-3x+1)V_{0})=3x+1};
3. Второе приближение определяется как {\displaystyle V_{2}=(3x+1)(2-(-3x+1)(3x+1))=(3x+1)(9x^{2}+1)=27x^{3}+9x^{2}+3x+1}.

В силу свойств метода Ньютона, первые {\displaystyle 2^{2}=4} коэффициента {\displaystyle V_{2}(x)} определены верно. Так как дальнейшие вычисления происходят по модулю {\displaystyle x^{3}}, коэффициенты при более высоких степенях можно отбросить. Отсюда
{\displaystyle Q^{R}(x)\equiv (-12x+1)(9x^{2}+3x+1)\equiv -108x^{3}-27x^{2}-9x+1\equiv -27x^{2}-9x+1{\pmod {x^{3}}},}
в силу чего {\displaystyle Q(x)=x^{2}-9x-27}.

## Анализ алгоритмов
Для оценки эффективности различных методов используется арифметическая схемная сложность — суммарное количество операций сложения, умножения, вычитания и деления над полем комплексных чисел, которые необходимо произвести в ходе работы алгоритма. Также оценивается количество параллельных шагов, требуемых для многопроцессорной реализации алгоритма, в предположении, что каждый процессор на любом шаге может выполнять не более одной операции.
Каждая итерация алгоритма деления столбиком заключается в вычитании смещённого на некоторую величину {\displaystyle T(x)} из {\displaystyle S(x)}, что может быть выполнено за {\displaystyle O(n)}. Так как степень {\displaystyle S(x)}, изначально равная {\displaystyle m}, уменьшается, пока она не станет меньше {\displaystyle n}, общее время работы алгоритма можно оценить как {\displaystyle O(kn)}, где {\displaystyle k=m-n}.